# Hansle Parchment
Hansle Parchment, född 17 juni 1990, är en jamaicansk häcklöpare.

## Karriär
Parchment blev olympisk bronsmedaljör på 110 meter häck vid sommarspelen 2012 i London.
I augusti 2021 vid OS i Tokyo tog Parchment guld på 110 meter häck efter ett lopp på 13,04 sekunder.